# Ярынья (деревня)
Ярынья — деревня в Крестецком районе Новгородской области. Входит в Новорахинское сельское поселение.

## География
Деревня Ярынья расположена на реке Ярынья, на федеральной автомобильной дороге «Россия» М10 (E 105), в 1 км к северо-западу от границы с Валдайским районом, в 3 км к юго-востоку от деревни Новое Рахино, в 21 км к юго-востоку от посёлка Крестцы.

## Население
В 2002 — 17, в 2013 — 7, в 2014 — 6.
| 2010 |
| ---- |
| 9    |

## История
В XIX и начале XX века деревня Ярынья находилась в Рахинской волости Крестецкого уезда Новгородской губернии с центром в селе Старое Рахино.
Отмечена на специальной карте 1826—1840 годов.
В 1908 в деревне Ярынья было 39 домов с населением 191 человек.
Отмечена на специальной карте 1826—1840 годов.
В 1920-х существовал Ярынский сельсовет с центром в деревне Ярынья.
В 1928 Ярынья вошла в состав Новорахинского сельсовета.